# Fiat G.95
Le Fiat G.95 était un projet d'avion de reconnaissance et bombardement à réaction ayant des caractéristiques ADAV (Aéronef à décollage et atterrissage verticaux), réalisé par le constructeur aéronautique italien Fiat Aviazione pendant les années 1960.
Le projet naquit en pleine Guerre froide, dans le cadre d'un programme de l'OTAN de 1962 visant à remplacer le Fiat G.91 par un avion plus performant et capable de se passer de pistes, ces dernières étant alors considérées comme les potentielles premières cibles en cas d'attaque de l'Europe par l'Union soviétique.

## Historique du projet
En 1961, l'Organisation du traité de l'Atlantique nord, ou OTAN, publia une specification sous le nom de NBMR-3, pour « NATO Basic Military Requirement 3 » (en français : Nécessité militaire basique no 3 de l'OTAN), afin d'évaluer la possibilité de remplacer le Fiat G.91 — alors en service en tant qu'avion d'attaque léger dans certaines forces aériennes européennes — par un modèle nouveau disposant de capacités à décoller et atterrir verticalement (ADAV), pouvant être utilisé comme avion de chasse et de reconnaissance pour contrôler l'espace aérien au niveau des frontières avec les nations liées au Pacte de Varsovie.
À cette occasion, quatre projets furent présentés, dont un projet britannique, le Hawker Siddeley P.1127 — qui donnera naissance au Harrier —, deux projets allemands, les EWR VJ 101 et Focke-Wulf FW.1262, et un projet italien, le Fiat G.95.
Conçu par l'ingénieur aéronautique Giuseppe Gabrielli, dans la division aéronautique du constructeur Fiat, l'avion naquit comme une « évolution ADAV » du G.91, du même concepteur. Après avoir déjà tenté pendant de longues années de transformer son avion en ADAC (Avion à décollage et atterrissage court), Gabrielli tenta d'obtenir la poussée nécessaire pour effectuer un décollage vertical en rajoutant plusieurs petits moteurs de sustentation au moteur principal (ou aux moteurs principaux) de l'appareil. Le développement avança jusqu'à ce qu'émerge un avion très différent du G.91 original, représenté par deux versions principales différentes : le chasseur-bombardier G.95/4 et le bombardier G.95/6. Ce dernier, plus performant et plus puissant, semblait le plus prometteur, et ce fut logiquement lui qui fut présenté en premier aux militaires italiens. Toutefois, ce fut le G.95/4 qui fut retenu. Il s'agissait d'un appareil plus simple, plus attractif, destiné à des missions en régime subsonique et basé sur une spécification de l'Armée de l'air italienne qui faisait écho avec une spécification émise par le Gouvernement fédéral allemand,.
Après avoir été présenté aux plus hautes autorités de l'État, ainsi que sous forme de maquette lors du Salon du Bourget de 1963, l'ensemble du projet fut fusionné avec celui du Focke-Wulf FW.1262 dans le projet commun germano-Italien VFW-Fokker VAK 191B, qui fut déclaré vainqueur la même année, bien qu'un certain degré de développement autonome sur la version G.95/4 ait été maintenu par Fiat, au-moins jusqu'en 1965. Par la suite, les projets des constructeurs EWR et Fiat furent complètement abandonnés, et les Britanniques continuèrent seuls l'aventure avec ce qui devint plus tard le Harrier.
Il n'y eut aucun contrat de production en série pour le G.95. N'ayant plus aucun soutien, Fiat effectua encore quelques essais puis quitta l'aventure des ADAV. Malgré le fort intérêt initial de l'OTAN pour les ADAV, le projet du VAK 191B fut finalement lui-aussi abandonné. Il fut définitivement enterré en 1975.

## Caractéristiques techniques
Pour sa version chasseur-bombardier, Le G.95/6 était équipé d'un radar et d'un calculateur de tir dans le nez, alors que sa version dédiée à la reconnaissance aérienne devait disposer de caméras à cet emplacement. La propulsion horizontale devait être initialement assurée par des moteurs General Electric J85, de conception américaine, mais ce furent finalement des Rolls-Royce/MAN Turbo RB.153-61, de conception britannique et ouest-allemande, qui furent choisis, avec une poussée unitaire de 31,14 kN. Ces moteurs étaient alimentés par des entrées d'air séparées de chaque côté du fuselage.
Au niveau de l'emplanture des ailes, entre les deux entrées d'air, auraient été installés six petits turboréacteurs de sustentation Rolls Royce RB.162-31 de 22,24 kN de poussée unitaire,, qui auraient été chargés de fournir la poussée nécessaire pour les décollages et atterrissages verticaux. Ces moteurs étaient équipés d'entrées d'air dorsales, couvertes par des portes séparées s'ouvrant dans le vent relatif, ainsi que de tuyères ventrales, elles-aussi recouvertes par des portes mobiles. Ce système était similaire à celui des moteurs de sustentation du Dassault Mirage III V. Des buses de contrôle auraient également été placées au niveau des extrémités avant et arrière de l'appareil, ainsi que sur les côtés du fuselage, pour assurer sa stabilité et son contrôle en vol vertical.
L'aile avait un angle de flèche positif et était de petite taille, avec un décrochement au niveau du bord d'attaque, tandis que les gouvernes arrière avaient une configuration monobloc classique. Le train d'atterrissage était de type tricycle, avec une roue sur chacune des jambes.
La version retenue, le G.95/4, était plus rustique et plus simple de conception. Il conservait toutefois les ailes et les moteurs de propulsion horizontale de la version G.95/6. Les principales étaient la présence de seulement quatre moteurs RB.162 de sustentation, ainsi qu'un nez plus court, qui devait offrir au pilote une meilleure visibilité pour les manœuvres en vol vertical.

## Profil d'utilisation
Il était prévu, lors d'une mission de bombardement typique, que l'avion vole à basse altitude (150 m) à une vitesse d'environ Mach 0,6, jusqu'à une distance de 150 km de la cible à attaquer. Ensuite, il aurait dû augmenter sa vitesse à Mach 0,92. Avec ce profil de vol, l'avion devait pouvoir disposer d'un rayon d'action compris entre 370 et 400 km.

## Utilisateurs (prévus)
- Italie :
  - Aeronautica Militare.
- OTAN :
  - Potentiellement plusieurs pays membres de l'OTAN, si le projet avait mené à une production en série.

## Spécifications techniques (A-4SU)
Données de Site web « Aviations Militaires.net »,
Caractéristiques générales
- Équipage : 1 pilote
- Longueur : 14,00 m
- Envergure : 6,62 m
- Hauteur : 4,60 m
- Surface alaire : 14,00 m2
- Masse à vide : 3 800 kg
- Masse maximale au décollage : 7 250 kg (en configuration pour un décollage vertical)
- Moteur : 

Version G.95/4.

Version G.95/6.

  - Propulsion horizontale : 2 x turboréacteurs à double flux Rolls-Royce/MAN Turbo RB.153-61 d'une poussée unitaire de 31,14 kN ;
  - Sustentation verticale : 4 x turboréacteurs à simple flux Rolls Royce RB.162-31 d'une poussée unitaire de 22,24 kN.

 Performances 
- Vitesse maximale : 1 420 km/h
- Vitesse de croisière : 920 km/h
- Distance franchissable : environ 900 km
- Plafond : 10 000 m
- Charge alaire : 271,429 kg/m2
- Rapport poids-poussée : 

  - À vide : 4,26
  - À la masse maximale au décollage (MTOW) : 2,23

Armement

- Environ 2 000 kg de bombes et de roquettes.